# Robin Huser
Robin Marc Huser (* 24. Januar 1998 in Recherswil) ist ein Schweizer ehemaliger Fussballspieler. Er war Schweizer U-20-Nationalmannschaftsspieler.

## Karriere

### Verein
Seine Juniorenzeit verbrachte Robin Huser zuerst beim FC Subingen und dann beim FC Solothurn. Im Januar 2012 wurde er als erst 14-Jähriger zum Probetraining beim Serienmeister FC Basel aufgeboten und anschliessend in dessen A-Juniorenteam aufgenommen.
Auch auf Fürsprache des damaligen Trainers Paulo Sousa rückte Huser auf den 1. Januar 2015 in das Kader der 1. Mannschaft des FC Basels vor. Er erhielt die Rückennummer 28 und wurde als defensiver Mittelfeldspieler eingesetzt. Sein Ligadebüt gab er als 17-Jähriger am 20. Mai 2015 bei der 1:2-Niederlage im Stadion Brügglifeld gegen den FC Aarau.
Unter Trainer Urs Fischer gewann Huser am Ende der Saison 2015/16 den Meistertitel zum zweiten Mal mit dem FCB. Für den Club war es der siebte Titel in Serie und insgesamt der 19. Titel der Vereinsgeschichte.

### Nationalmannschaft
Huser absolvierte diverse Juniorenländerspiele für die Schweiz, U-15, U-16, U-17 und sechs in der U-18. Sein erstes Länderspiel für die U-19-Nationalmannschaft bestritt er als Einwechselspieler am 15. März 2016 beim 2:0-Auswärtssieg gegen Liechtenstein U-19.

## Erfolge
FC Basel
- Schweizer Meister: 2015, 2016